# جيمس هولت
جيمس هولت (بالإنجليزية: James Holt)‏ هو لاعب كرة قدم أمريكية أمريكي، ولد في 24 نوفمبر 1986.

## وصلات خارجية
- جيمس هولت على موقع مرجع كرة القدم المحترفة.كوم (الإنجليزية)